# República Democrática do Azerbaijão
A República Democrática do Azerbaijão (em azeri: Azərbaycan Xalq Cümhuriyyəti) foi a primeira tentativa bem-sucedida de estabelecer uma república democrática e secular no mundo muçulmano (pré-datado da República da Turquia).  A República Democrática do Azerbaijão foi fundada em 28 de maio de 1918, após o colapso do Império Russo, que começou com a Revolução Russa de 1917 pelo Conselho Nacional do Azerbaijão em Tiflis. Seus limites foram estabelecidos com a Rússia ao norte; a República Democrática da Geórgia, no noroeste; a República Democrática da Armênia, no oeste; e o Império Qajar, no sul. Possuía uma população de 2 milhões. Ganja foi a capital provisória da República, Baku estava sob controle bolchevique.
Sob a República Democrática do Azerbaijão, um sistema de governo foi desenvolvido em que o Parlamento eleito em função de representação universal, livre, e proporcional, foi o órgão supremo da autoridade do Estado e do Conselho de Ministros responsáveis perante ele. Fatali Khan Khoyski tornou-se seu primeiro-ministro. Além da maioria de Musavat, Ehrar, Ittihad, os muçulmanos social-democratas, assim como representantes dos armênios (21 dos 120 lugares), russos, poloneses, minorias judaicas e alemães ganharam assentos no parlamento. Alguns membros apoiavam o pan-islamismo e idéias do pan-turquismo.
Entre as importantes realizações do Parlamento foi a extensão do sufrágio para as mulheres, fazendo com que o Azerbaijão fosse a primeira nação muçulmana a conceder às mulheres direitos políticos iguais aos homens. Nesta realização, o Azerbaijão também precedeu o Reino Unido e os Estados Unidos. Outra realização importante da República Democrática do Azerbaijão foi a criação da Universidade Estadual de Baku, que foi a primeira universidade de tipo moderno fundada no Azerbaijão.
Tendo estabelecido um governo estável, a República Democrática do Azerbaijão decidiu realizar uma postura mais neutra frente à Guerra Civil Russa e em 16 de junho de 1916 assinou um tratado de defesa coletiva com a Geórgia contra o Exército Branco do general Anton Denikin, que por sua vez, tinha assinado um pacto militar com a Armênia; logo após, a Armênia inicia uma guerra contra a República Democrática do Azerbaijão, a fim de conquistar a região de Karabakh. Mas a derrota de Denikin contra o Exército Vermelho impede a realização deste plano e a Armênia é obrigada a pôr fim com a guerra contra a República Democrática do Azerbaijão, poucos dias antes da intervenção do Exército Vermelho no Azerbaijão. Com efeito, a República é muito rapidamente confrontada com a ameaça dos socialistas russos. A Rússia decide reocupar o território do Azerbaijão que havia deixado à sua sorte depois da Revolução de 1917. Finalmente, o exército russo se aproximou da fronteira da República, movendo-se para os líderes da República com a desmobilização do exército e as tropas russas entram no país. A República Democrática do Azerbaijão está em uma situação difícil. As forças de Denikin, o Exército Branco estava se aproximando mais e mais das fronteiras e que não pode contar com a ajuda do Irã, que não queria um país independente, rico em petróleo em suas vizinhanças e do Exército britânico comandado pelo General Thomson é indiferente ao destino do país.
Em 28 de abril de 1918, a República Democrática do Azerbaijão foi ocupada pelas forças czaristas e perde sua independência.
Em 1920, o país é ocupado pelo Exército Vermelho e incorporado em 1922 a República Socialista Federativa Soviética Transcaucasiana no seio da União Soviética e em 1936 e se tornou uma República Socialista Soviética do Azerbaijão.

## Mapas

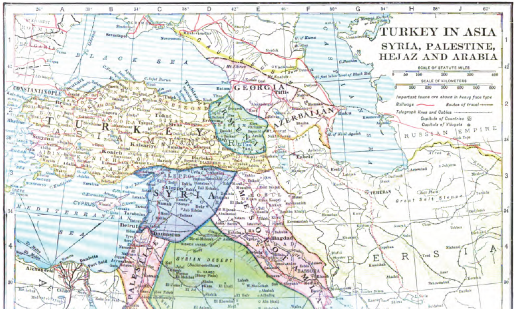
Mapa do Tratado de Sevres mostrando a República do Azerbaijão
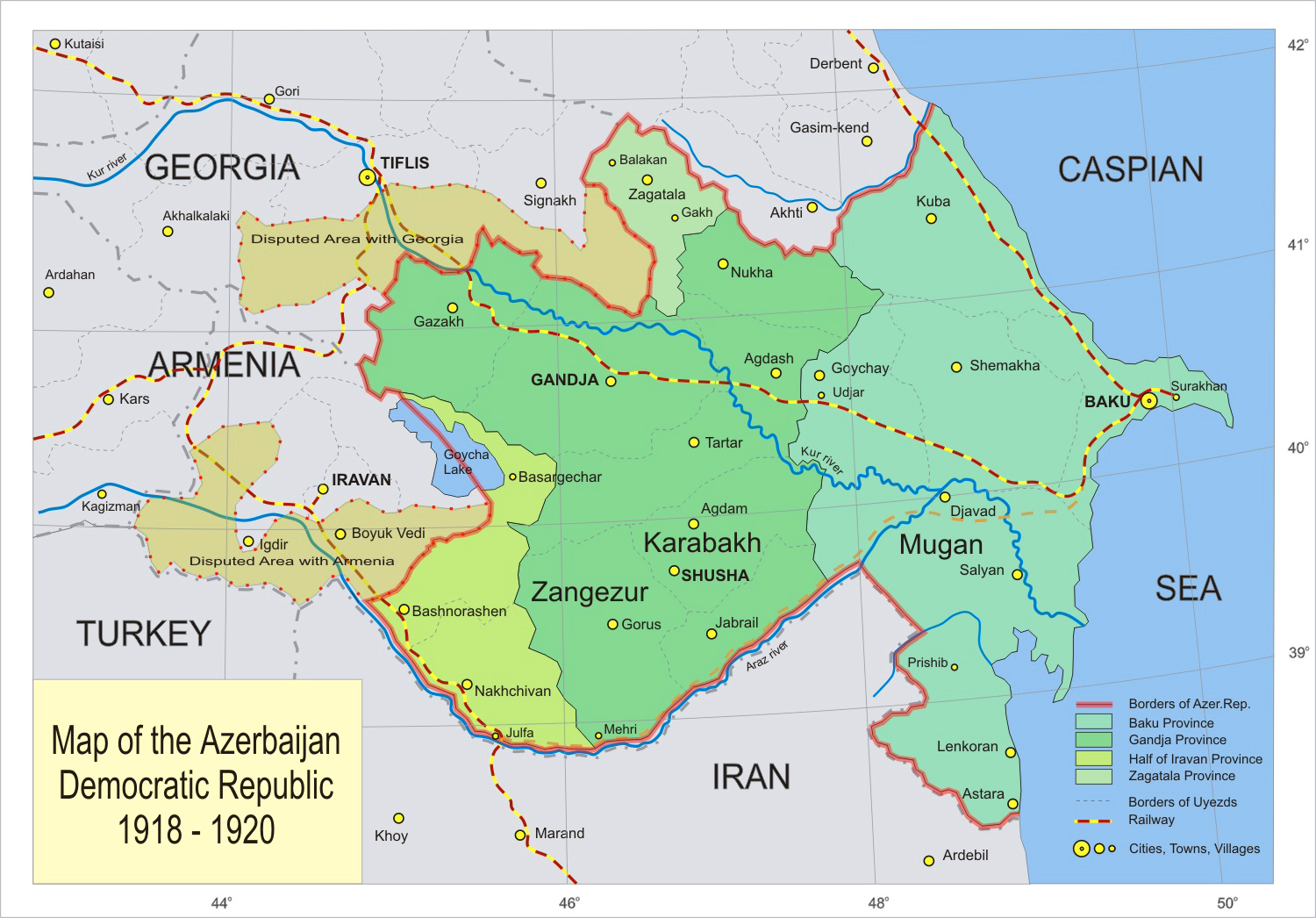
Mapa da primeira República Democrática do Azerbaijão e os territórios reivindicados
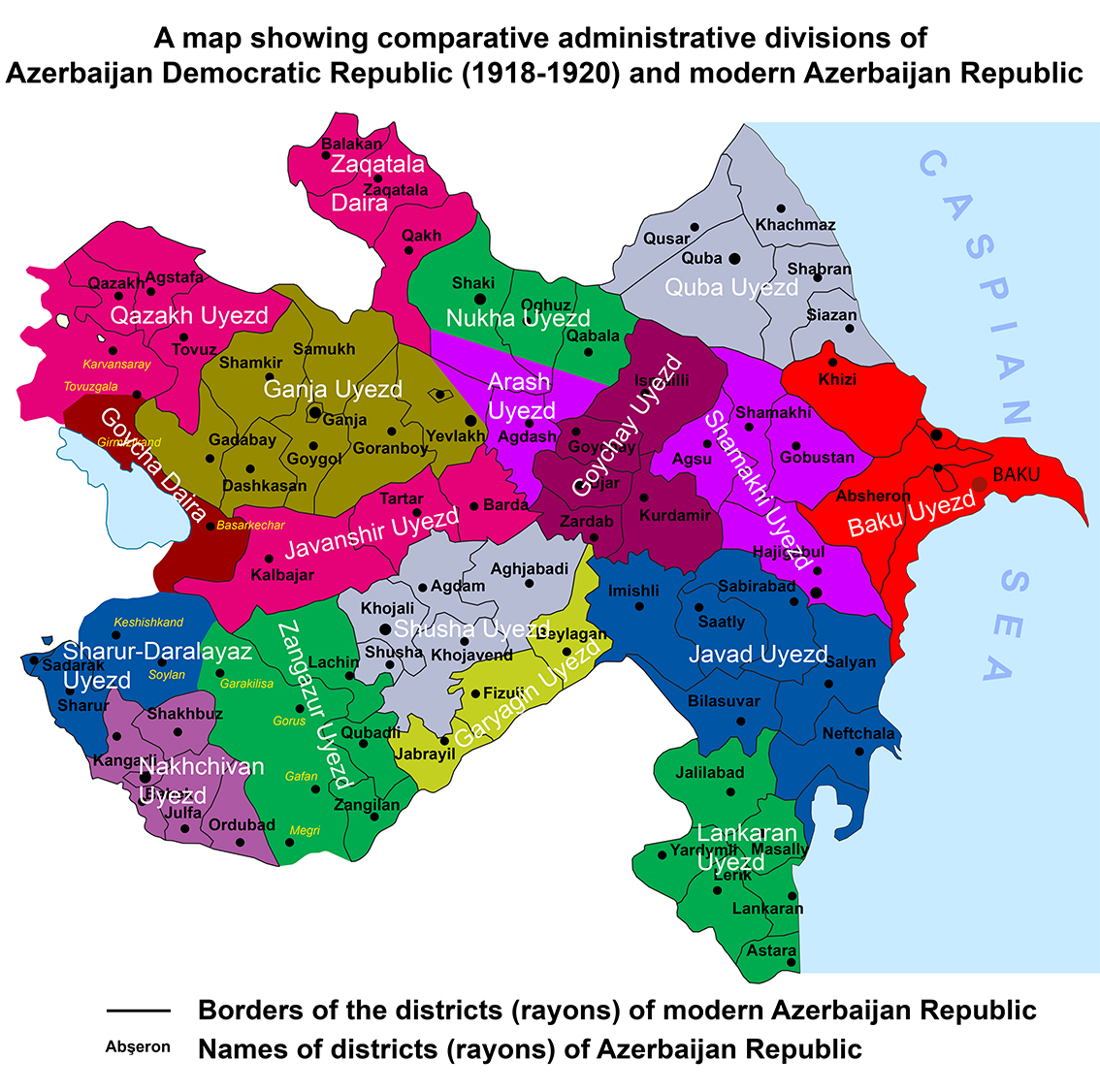
Um mapa comparativo mostrando as divisões administrativas da República Democrática do Azerbaijão (1918-1920) e moderna República do Azerbaijão.